# Viaje al Oriente

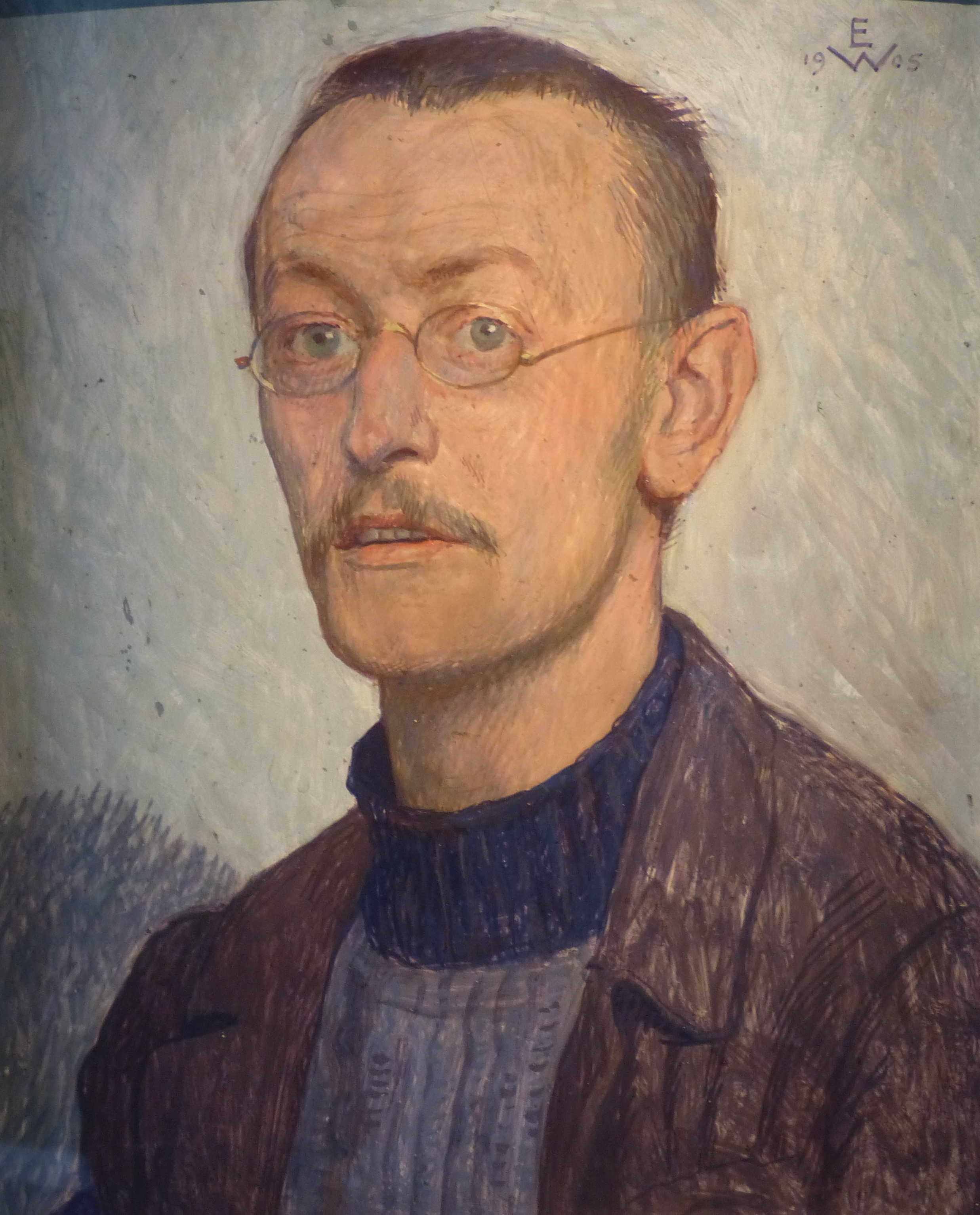
Hermann Hesse hace uso de varios de sus personaje de sus obras anteriores, que tendrán diversos roles durante la trama.

Viaje al Oriente (publicada en alemán como Die Morgenlandfahrt) es una novela corta escrita en 1932 por el suizo-alemán Hermann Hesse. Esta novela fue la sucesora de su mayor obra a nivel internacional, Narciso y Goldmundo.

## Resumen de la trama
Viaje al Oriente está escrito desde el punto de vista de un hombre (llamado en el libro como "H. H.") que se convierte en un miembro de "La Liga", una hermandad atemporal cuyos miembros incluyen célebres personajes ficticios y reales, como Platón, Mozart, Pitágoras, Paul Klee, Don Quijote de la Mancha, El Gato con Botas, Tristram Shandy, Baudelaire, Goldmundo (de la obra anteriormente escrita por Hesse Narciso y Goldmundo), el artista Klingsor (de la obra de Hesse, llamada El Último verano de Klingsor), y el balsero Vasudeva (de la obra de Hesse, llamada  Siddhartha). Una rama del grupo continúa un peregrinaje hacia "el Oriente" en búsqueda de la «Verdad definitiva».  El narrador habla de su viaje a través del tiempo y el espacio a través de la geografía imaginaria y real.
A pesar de que se veía divertido y visionario, el viaje comenzó a tener dificultades en medio de un profundo desfiladero montañoso llamado Morbio Inferiore cuándo Leo, aparentemente un simple criado, desapareció, haciendo que el grupo se desplomase en la ansiedad y en la duda.  Leo es descrito como un hombre feliz, agradable, guapo, amado por todo el mundo, quién se llevaba bien con los animales – un ávido lector, en el que parece tener un mejor trato que el de un simple criado, pero nadie en el recorrido, incluyendo el narrador, parece darse cuenta de aquello. Ni tampoco se preguntan el por qué comenzaron a pelear y separarse después de que Leo desapareciera.  En vez de eso, comienzan a culparlo de llevar con él diversos objetos que parecían haberse perdido y que aparecen más tarde, los cuales consideran que son muy valiosos — posteriormente se darán cuenta de que no lo fueron —, y finalmente lo acusan de haber sido el responsable de la disgregación del grupo y de haber arruinado las intenciones del Viaje.
Años después, el narrador intenta escribir su historia del Viaje, incluso aunque haya perdido contacto con el grupo y cree que la Liga ya no existe.  Pero es incapaz de realizar un relato coherente de lo sucedido; su vida entera se ha hundido en la desesperación y la desilusión desde el fracaso de la cosa que era más importante para él, e incluso ha tenido que vender el violín con el que ofreció música al grupo durante el Viaje.  Finalmente, por consejo de un amigo,  encontró al criado Leo y, habiendo fracasado en su intento de restablecer la comunicación con él o incluso ser reconocido por él cuando lo conoció en la banca de un parque, le escribe una larga y apasionada carta de "quejas, remordimientos y súplicas", la cual se la envía en esa misma noche.
A la mañana siguiente, Leo aparece en la casa del narrador y le dice tiene que acudir ante el Gran Trono para ser juzgado por los oficiales de la Liga.  Resulta (a la sorpresa del narrador) que Leo, el sencillo criado, es de hecho el presidente de la Liga, y que uno de los oficiales es Pablo, de la obra de Hesse llamada El Lobo Estepario. La crisis en Morbio Inferiore era una prueba de fe que el narrador y todos los demás vivieron de manera desalentadora. H. H. descubre que su "aberración" y el tiempo perdido en la deriva era parte de su prueba, y se le permitió regresar a la Liga si podría pasar por una nueva prueba de fe y obediencia. Tras lo cual él decide hacerlo, y cuyo desenlace final es un golpe de típico misticismo oriental de Hesse en su máxima expresión.